# Odontocerum hellenicum
Odontocerum hellenicum là một loài Trichoptera trong họ Odontoceridae. Chúng phân bố ở miền Cổ bắc.